# Syndrome oral croisé
 Mise en garde médicale
Le syndrome oral croisé (SOC) est une réaction allergique se manifestant dans la bouche après ingestion de nourriture. Il s'agit d'une forme d'allergie alimentaire caractérisée par une série de réactions allergiques dans la bouche en réponse à l'ingestion de certains produits (généralement frais) comme les fruits, noix et légumes et se développe généralement en rhinite allergique chez l’adulte. 